# عقان (لحج)
عقان هي إحدى قرى الجمهورية اليمنية. تتبع جغرافيا لمحافظة لحج و إداريًا لمديرية المسيمير. يبلغ تعداد سكانها 979 نسمة حسب الإحصاء الذي أجري عام 2004.